# Якоб Льєзький
Якоб Льєзький (лат. Jacobus Leodiensis, фр. Jacques de Liège) — франко-фламандський теоретик музики кінця XIII — першої половини XIV століття, автор трактату «Дзеркало музики», найбільшого за масштабами за Середньовіччя. Прихильник консервативної естетики і техніки композиції, Якоб відстоював цінності мистецтва минулого (цей період в історії музики нині позначається як Арс антиква).
Трактат-енциклопедія в 7 книгах «Дзеркало музики» (Speculum musicae, близько 1330) раніше приписувався французькому теоретику музики Іоанну де Мурісу. Перші літери кожного з 7 книг складаються за типом акростиха в ім'я IACOBUS (вперше це помітив німецький вчений В. Гроссман.
Ритмічні і мелодійні зухвалості сучасної йому "розпущеної музики " (Musica lasciva) протиставляв простій і стриманій гармонії (harmonia simplex et modesta) попередніх епох, а дедалі більше поширення в музиці Ars Nova дводольні метрики сприймав як відмову від «досконалості» і падіння моральності в мистецтві.